# Max Liedtke (Journalist)

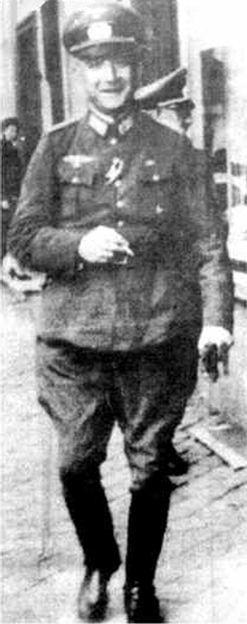
Max Liedtke, um 1942

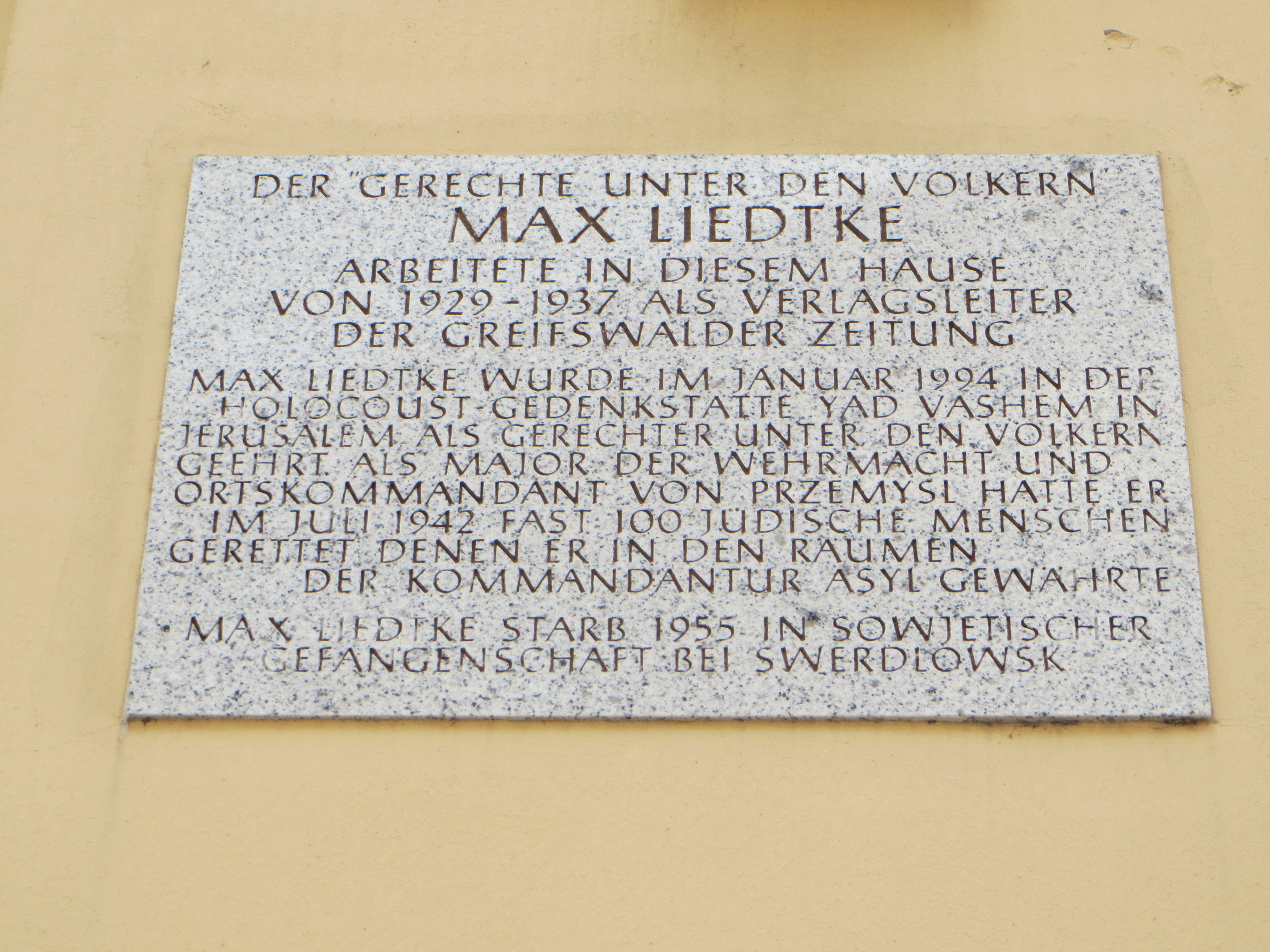
Erinnerungstafel in Greifswald

Max Liedtke (* 25. Dezember 1894 in Preußisch-Holland, Ostpreußen; † 1955 bei Swerdlowsk) war ein deutscher Offizier der Wehrmacht und Journalist. 1993 wurde er als Gerechter unter den Völkern in der Holocaust-Gedenkstätte Yad Vashem in Jerusalem ausgezeichnet.

## Leben
Liedtke machte sein Abitur in Gumbinnen und begann ein Studium der lutherischen Theologie an der Universität Königsberg. Er meldete sich bei Ausbruch des Ersten Weltkrieges freiwillig für die kaiserliche deutsche Armee und wurde Soldat. Er war von 1929 bis 1935 Verlagsleiter der Greifswalder Zeitung (heute Teil der Ostseezeitung). Er wurde 1935 wegen seiner kritischen Haltung gegenüber den Nazis als Redakteur entlassen. 1939 wurde Liedtke zur Wehrmacht eingezogen. Er wurde in den folgenden Jahren in Polen, Belgien und Griechenland eingesetzt. Als Major der Wehrmacht und Ortskommandant der ostpolnischen Stadt Przemyśl rettete er, auf Anregung seines Adjutanten Albert Battel hin, im Juli 1942 etwa 500 Juden aus Przemyśl vor der Deportation in das Vernichtungslager Belzec durch die SS, indem er die Brücke über den San und damit den Zugang zum Ghetto sperren ließ, um die SS am Abtransport der jüdischen Bevölkerung zu hindern. Daraufhin wurde er am 30. September 1942 strafversetzt an die Front im Kaukasus. Er wurde der 1. Panzerarmee zugeteilt und Anfang 1945 nach Bornholm evakuiert, dort von den Sowjets gefangen genommen und in die Sowjetunion überstellt. Er wurde wegen angeblicher Kriegsverbrechen verurteilt, die in Russland begangen worden waren. Er starb 1955 in sowjetischer Gefangenschaft. Er wurde am 24. Juni 1993 vom Yad Vashem als Gerechter unter den Völkern ausgezeichnet.